# Stottite
La stottite (simbolo IMA: Sto) è un raro minerale del supergruppo della perovskite, all'interno del quale viene collocato nel gruppo delle perovskiti non stechiometriche e da lì al sottogruppo della stottite; appartiene alla famiglia minerale degli "ossidi e idrossidi" e possiede composizione chimica Fe2+Ge(OH)6.

## Etimologia e storia
Si ritiene che lo scopritore della stottite sia stato un minatore della miniera di "Tsumeb", Friedrich Gramatzki, che nell'ottobre del 1957 trovò un esemplare con cristalli simili alla siderite che non riuscì a classificare, così lo consegnò a Hugo Strunz, che in quel periodo soggiornava a Tsumeb, per l'identificazione. Ricerche corrispondenti portarono alla scoperta di un nuovo minerale, che poco dopo, nel 1959, fu descritto da Hugo Strunz, Adolf Paul Gerhard Söhnge e Bruno H. Geier come stottite. Il minerale prese il nome dal geologo Charles E. Stott (1896–1978), che fu direttore generale della miniera di Tsumeb dal 1953 al 1965.
Il campione tipo del minerale è conservato presso l'Università tecnica di Berlino con i numeri di collezione 86/61 e 86/62, presso l'École nationale supérieure des mines de Paris e presso l'Università Harvard Cambridge con il numero di catalogo 111460.

## Classificazione
Nella classica nona edizione della sistematica dei minerali di Strunz, aggiornata dall'Associazione Mineralogica Internazionale (IMA) fino al 2009, la stottite si trova nella classe "4. Ossidi (idrossidi, V[5,6] vanadati, arseniti, antimoniti, bismutiti, solfiti, seleniti, telluriti, iodati)" e nella sottoclasse "4.F Idrossidi (senza V od U)"; questa viene ulteriormente suddivisa in base alla struttura del minerale, in modo da poterla trovare nella sezione "4.FC Idrossidi con OH, senza H2O; ottaedri che condividono un vertice" dove forma il sistema nº 4.FC.15 insieme a jeanbandyite, mopungite e tetrawickmanite.
Tale classificazione viene mantenuta invariata anche nell'edizione successiva, proseguita dal database "mindat.org" e chiamata Classificazione Strunz-mindat; nella sezione 4.FC.15, oltre ai minerali già citati, compaiono anche i nuovi minerali nancyrossite e zincostottite.
Nella Sistematica dei lapis (Lapis-Systematik) di Stefan Weiß la stottite si trova nella classe degli "ossidi" e da lì nella sottoclasse degli "idrossidi e idrati ossidici (ossidi contenenti acqua con struttura stratificata)", dove forma il "gruppo della stottite" con il numero di sistema IV/F.17 insieme a eyselite, jeanbandyite, mopungite e tetrawickmanite.
Anche nella classificazione dei minerali secondo Dana, usata principalmente nel mondo anglosassone, la stottite viene elencata nella famiglia degli "ossidi e idrossidi" e, in particolare, nella classe degli "idrossidi e ossidi contenenti idrossidi"; qui è nella sottoclasse degli "idrossidi e ossidi contenenti idrossidi con gruppi (OH)3 o (OH)6" dove è nel "gruppo della wickmanite (tetragonale: P42/n)" e dove forma il sistema nº 06.03.07 insieme a mopungite, tetrawickmanite e jeanbandyite.

## Abito cristallino
La stottite cristallizza nel sistema tetragonale con il gruppo spaziale P42/n (gruppo nº 86) con i parametri reticolari a = 7,594(4) Å e c = 7,488(6) Å, oltre ad avere 4 unità di formula per cella unitaria.

## Chimica
La stottite ha la seguente composizione empirica:
{\displaystyle {\ce {(Fe^{2+}_{1,15}Mg_{0,03}Mn_{0,03}Ca_{0,01})_{\Sigma =1,22}Ge^{4+}_{0,95}(OH)_{6}}}}
che può essere semplificata come FeGe(OH)6 e richiede il 45,38% in peso di ossido di germanio (GeO2), il 31,17% di ossido ferroso (FeO) e il 23,45% di acqua (H2O). Con il 29% di germanio, la stottite è il minerale con il contenuto di germanio più alto tra tutti quelli conosciuti.

## Modificazioni e varietà
- Una varietà rosa di stottite contenente zinco è stata descritta per la prima volta nel 1970 e chiamata "minerale A" o "stottite di zinco" (Zn0,5Fe0,5Ge(OH)6).[16] Nel 1972 sono stati osservati cristalli di stottite di zinco traslucidi rossastri con una lunghezza del bordo fino a 9 mm, in parte insieme alla schneiderhöhnite, in parte soli sulla roccia ospite.[17] Intorno al 1975 è stata ritrovata di nuovo una varietà di stottite rosa contenente zinco, questa volta insieme alla schneiderhöhnite.[10]
- Una varietà di stottite contenente manganese ("minerale B", il manganese-analogo della stottite con formula MnGe(OH)6), tuttavia, è nota solo in formazioni minuscole. È stata osservata al microscopio del minerale in piccole scaglie insieme a mawsonite contenente germanio e zinco (Cu6Fe2SnS8).[16][18] Tuttavia, il nome "stottite di manganese" non fu utilizzato fino a più tardi.[19][20]

Dal 2007, il "minerale B", che è anche considerato l'analogo a predominanza di germanio della wickmanite, che ha predominanza di stagno, è stato designato "UM1970-16-OH:GeMn" con la formula (Mn,Fe)(Ge,Sn)(OH)6.

## Proprietà fisiche e chimiche
Con una durezza Mohs pari a 4,5, la stottite è uno dei minerali di media durezza che può essere graffiato con un coltellino tascabile più facilmente rispetto all'apatite, minerale di riferimento. La densità misurata del minerale è 3,596 g/cm³, la sua densità calcolata è 3,54 g/cm³. La stottite si dissolve in acido cloridrico (HCl) al 20%.

## Origine e giacitura
La stottite è un raro minerale secondario che si forma in zone ossidate nei depositi di minerali polimetallici idrotermali ospitati in dolomia ricca di germanio; la paragenesi è con brunogeierite, calcocite, germanite, leiteite, reniérite, schneiderhöhnite, siderite e tennantite.
Il minerale si è formato dai solfuri contenenti germanio, renierite e germanite dal corpo minerario di Tsumeb mediante l'azione dell'ossidazione dell'acqua di infiltrazione riscaldata a 35 °C - 40 °C a una profondità di 1000 m.
La stottite è un minerale molto raro ed è stata trovata solo nella sua località tipo, la miniera di "Tsumeb" (19.22704°S 17.72764°E) presso l'omonima città, in Namibia.
Nei primi stadi a partire dal 30º livello, noto dal 1957, la stottite si trova solo nelle cavità del minerale tennantite. Ulteriori stadi furono trovati solo un po' più tardi e poi di nuovo negli anni '80. Nel 29° livello, nel 1972, furono rinvenuti cristalli di stottite ricchi di zinco insieme a schneiderhöhnite e calcocite secondaria. La stottite è stata trovata anche nell'estremo ovest della cintura mineraria di Tsumeb, nei lavori "120 West" vicino al 29° livello. I minerali di accompagnamento qui erano brunogierite, galena, tennantite (spesso con piccole inclusioni di renierite), smithsonite e, in misura minore, cerussite. Alcuni dei cristalli migliori provengono da 950 m di profondità, nella zona del livello 31, pilastro E9. Altri minerali di accompagnamento sono krieselite, ludlockite, leiteite e siderite.

## Forma in cui si presenta in natura
La stottite forma cristalli tetragonali, bipiramidali, pseudo-ottaedrici, con {111} dominante, modificato da {100}, {110}, {101}, {102}, {001} e altri, con dimensioni fino a 1 cm.
I cristalli di stottite sono di colore marrone scuro all'esterno e di colore grigio oliva chiaro o quasi incolore all'interno, il che è attribuito al contenuto variabile di ferro. Il colore della linea è specificato come grigio-bianco. Le superfici dei cristalli traslucidi e trasparenti hanno una lucentezza resinosa o simile al diamante, e sulle superfici di frattura la stottite mostra una lucentezza grassa.